# 魚沼神社
魚沼神社（うおぬまじんじゃ）は新潟県小千谷市土川2丁目にある神社である。境内には、国の重要文化財の阿弥陀堂がある。

## 祭神
- 天香語山命
- 豊玉姫命
- 阿彦

## 歴史
創建は崇神天皇の時代と伝えられている。魚沼神社という名は平安時代からあり、『延喜神名式』にも魚沼郡の神社5社が記され、その中に「魚沼神社」もあるが、当神社と一致するか否かについては江戸時代以来諸説がある。戦国時代には、彌彦神社（弥彦村）と祭神が同じことから「上弥彦神社」と呼ばれ、上杉謙信の時代の史料にも「上弥彦大明神」とあり、拝殿にも「彌彦大明神」の額が掲げられている。越後国一宮である弥彦村の彌彦神社に対し、当神社を「二の宮」と呼び、この地域の人々の信仰の中心となった。「魚沼神社」と称したのは幕末頃で、式内社であるという確証はない。現在の土川に移る前は上ノ山にあった。
- 貞観3年（861年）-魚沼神社が従五位下の神階を賜う。
- 元弘3年（1333年）-新田義貞挙兵に伴い魚沼神社神官挙げて従う。
- 延元2年（1337年）-新田義貞敗れ、従軍した神官は散り、慈眼寺･円明寺は五智院末寺となる。
- 永享9年（1437年）-11月15日、西片弥三郎光行が鰐口を寄進（新潟県指定文化財）。
- 明応元年（1492年）-西片弥三郎光行が懸仏4体寄進。
- 永禄5年（1562年）-9月13日、上杉謙信から社領100貫と魚沼神社18末社に各御供田一町半反を寄進。
- 同年-11月28日、上杉謙信関東出陣の際、魚沼神社に宿泊。
- 同12年（1569年）-越中国砺波郡糸岡庄七社明神から手写『大般若経』を魚沼神社へ寄進（新潟県指定文化財）。
- 天正4年（1576年）-神像（現存11体）作成。
- 同8年（1580年）-前々の如く諸役停止し、社領安堵。
- 同9年（1581年）-上杉景勝から修造料に充てる為に、河舟1艘、関銭免除。
- 文禄4年（1595年）-玉橋･垣製作
- 慶長3年（1598年）-堀氏により、社領を802石から10石に削減。
- 承応3年（1654年）-朱印地20石で紛争。魚沼神社側が有利に決着する。
- 貞享4年（1687年）-上田銀山の高田藩主献上分を魚沼神社で祈祷した上で献上するようになる。
- 明治6年（1873年）-郷社に列し、後に県社となった。

## 境内
鳥居は、両部鳥居。手水舎の隣には、小川の横に御手洗場と見られる石段がある。拝殿に向かって左側に阿弥陀堂、右側に神楽殿、右斜め前には日露戦役記念碑が建てられている。本殿の脇には、神輿舎、祠がある。
阿弥陀堂
室町時代末期永禄6年（1563年）頃の建立で、国の重要文化財に指定されている。方三間、宝形造茅葺の小堂である。堂内には鍛冶屋が信濃川の砂鉄でつくったといわれる阿弥陀如来像と大日如来像が安置される。昭和29年（1954年）に解体修理が行われ、後世の改変部分は建立当初の形態に復元された。

## 境外末社
主に茶郷川流域に18末社がある。
- 土川村（現土川）
  - 所謂、天王社
- 小千谷町（現本町･元町･平成など）
  - 二荒社
  - 山王社
  - 赤指社
- 時水村（現時水）
  - 俣倉社
  - 熊野社
  - 石動社
  - 十二社
- 藪川村（現藪川）
  - 宇都宮神社
    - 永享10年（1438年）7月19日に西片弥三郎光行が鰐口を寄進（新潟県指定文化財）。

  - 諏訪神社
- 吉谷村（現吉谷）
  - 白山社
  - 五霊社
  - 若宮社
  - 十二社
  - 八幡社
  - 白山社
- 四ツ子村（現四ツ子）
  - 俣倉社
- 谷内村（現谷内）
  - 熊野社

## 伝説

### 上杉謙信と神軍
上杉謙信が関東へ出陣する際は、小千谷で信濃川を渡っていた。その小千谷を通るたびに、この魚沼神社に参りに来ていた。ある時、社殿で戦勝祈願の儀式を済ませて拝殿に立つと、遥か彼方に天香語山命と18末社の神々が関東に向かっている姿が見えた。関東の戦いの最中にも神の御旗が現れ、大勝利を抑えた。越後国に帰ると、謙信は本社に100余貫文の年貢の上がる土地、18末社にもそれぞれ1町8反の土地を寄進した。

### 神に救われた兵
第二次世界大戦中、中国大陸を転戦している軍曹がいた。暗闇の夜に、部隊の一番後ろを歩いていると、疲れでよろめいた拍子に道脇の空井戸に落ちてしまった。すると、上から明かりが射し、白い着物の白髪の老人が現れ、提灯を掲げ、縄を下ろされた。井戸から出ると、老人は「ついて来なさい」と言い、歩き出した。道を照らす提灯には「上弥彦神社」と書かれていた。部隊が居る所に着くと、老人はいなくなっていた。

### 婆っ貝
信心深いお婆さんがいた。親類の婆さんが長患いで寝ているのを気の毒に、毎日、魚沼神社へ早く治るように祈りに来ていた。ある夜、夢に白装束の神が現れ、「毎日、神社の後ろの田から婆っ貝（カラスガイのこと）を採り、親類の婆さんに食べさせれば病気は治る」と言った。次の日から婆っ貝を採って親類の婆さんに届けた。すると、一月ほどで婆さんは病気が治り、前よりも元気になった。

### 大木様
神社の倉庫の裏に「大木さま」という大きな杉の木があった。老木になり、嵐で倒れてしまうと、木の先が上ノ山の麓まで届き橋の様になった。その木で神主は神像を作った。神社の裏にも「大木さま」に負けないほどの大木があった。この木が倒れて、先がとどいた所はいまでも小字で杉崎という地名で残っている。

### 一杯清水
善光寺街道が通る上ノ山の山際を通っていた頃、道脇に水が沸いていた。あまりにも冷たく、一杯で喉が潤い、「一杯清水」と言われる。また、盗賊が一杯清水の脇に潜んでいて、旅人が2杯目の水を飲もうとすると持ち物を盗む為、1杯しか飲めなく、「一杯清水」になったともいわれている。

## 文化財

### 重要文化財（国指定）
- 阿弥陀堂 - 重要文化財。明治39年（1906年）4月14日、古社寺保存法に基づく特別保護建造物（現行法の重要文化財に相当）に指定。

### 新潟県指定文化財
- 鰐口 - 有形文化財（工芸品）昭和57年（1982年）3月26日指定。「永享九年十一月十五日」の銘がある。
- 『大般若経』559帖 - 有形文化財（書跡典籍）、平成13年（2001年）3月23日指定。

### 小千谷市指定文化財
- 神輿 - 有形文化財（建造物）。天井板に「明応四年乙卯年（1495年）四月」という記述がある。しかし、文化14年（1817年）の修理の際、屋根が当初の様式を失ってしまった。屋根の上には鳳凰が飾られている。高さ1.8m、重量150kg。昭和47年（1972年）4月1日指定。
- 『魚沼神社年中行事記』 - 有形文化財（書跡）、昭和47年4月1日指定。